# 五方色

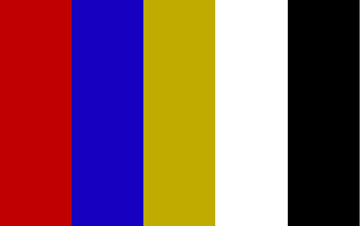
五方色

五方色とは、南朝梁の皇侃が『論語義疏』において、陽貨篇第十七にある「子曰。惡紫之奪朱也。」につけた注釈「五方正色。青赤白黒黄。五方閒色。綠爲青之閒。紅爲赤之閒。碧爲白之閒。紫爲黒之閒。緇爲黄之閒也。故不用紅紫。言是閒色也。」にある五色をいう。
韓国においては、伝統的な韓国のカラースペクトラムであるとしており、オバンセッ又はオバンセク（ Obangsaek, (Korean: 오방색) ）と読む。ヨンハプレスが欧米人向けに英語で書いた記事などには、オバンセッが韓国の伝統的な色である白、黒、青、黄の組み合わせであると説明する記述がある。韓国の伝統的な工芸品や伝統的なテキスタイルパターンでは、オバンセッは以下の五方位を象徴するという。
- 青：東
- 赤：南
- 黄：中央
- 白：西
- 黒：北

また、韓国の伝統的な文化における以下の五行とも結びついているという。
- 青：木
- 赤：火
- 黄：土
- 白：金
- 黒：水